# 219983 Yangtongyu
219983 Yangtongyu este o planetă minoră (asteroid) din centura de asteroizi. A fost descoperită pe 1 iunie 2002 la Observatorul Palomar de Near Earth Asteroid Tracking. 
Obiectul prezintă o orbită caracterizată de o semiaxă mare de 2,2042682170443 UAi, o excentricitate de 0,23455152900601, o înclinație de 7,371007311416 ° în raport cu ecliptica.